# Claude Louis Berthollet
Claude Louis Berthollet (1748-1822) là nhà hóa học người Pháp. Ông là người có nhiều cống hiến lớn cho hóa học. Năm 1862, ông đã tổng hợp được benzen từ acetylen và nhiều hợp chất khác mà không cần cái gọi là "lực sống", cái được sử dụng trong thuyết vật sống (theo thuyết này thì chất hữu cơ chỉ có thể ở vật sống như thực vật, động vật, con người và chỉ hình thành được nhờ lực sống). Đây là một trong những bước tiến lớn trong việc thay đổi quan niệm của người đương thời về các hợp chất hữu cơ. Ông còn ủng hộ thuyết oxy hóa của Antoine Lavoisier về sự cháy (ở thế kỷ 18 nó bị người ta bác bỏ, không chỉ một người mà là nhiều người), mặc dù ông đã viết tới 17 công trình về thuyết nhiên tố vốn được nhiều người tin tưởng lúc bấy giờ và nhờ đó trở thành viện sĩ Viện Hàn lâm Khoa học Pháp. Ngoài ra Berthollet còn sản xuất lượng natri hypoclorit (tên gọi phổ biến là nước Javen) đầu tiên trên thế giới vào năm 1789 tại Javel, Pháp. Trong thời gian từ lúc đó đến hiện tại, nước Javen đã chứng tỏ sự hữu ích của mình với con người trong việc tẩy trắng, diệt khuẩn,...